# 제트스타 항공의 운항 노선
제트스타 항공의 운항 노선은 다음과 같다.

## 운항 노선

### 아시아
대한민국
- 서울 - 인천국제공항

 일본
- 도쿄 - 나리타 국제공항
- 오사카 - 간사이 국제공항

 인도네시아
- 덴파사르 - 응우라라이 국제공항 (포커스 시티)

 태국
- 방콕 - 수완나품 공항
- 푸껫 - 푸껫 국제공항

- 베트남
- 나트랑 - 깜라인 국제공항
- 호치민 - 떤선녓 국제공항

 싱가포르
- 싱가포르 - 싱가포르 창이 공항

### 아메리카
미국
- 호놀룰루 - 대니얼 K. 이노우에 국제공항

### 오세아니아
호주
- 다윈 - 다윈 국제공항 (포커스 시티)
- 에어즈 록 - 에어즈 록 공항
- 시드니 - 시드니 공항
- 뉴캐슬 - 뉴캐슬 공항
- 밸리나 - 밸리나 바이런 게이트웨이 공항
- 멜버른 - 멜버른 공항 (허브)
- 멜버른 - 애벌론 공항
- 애들레이드 - 애들레이드 공항 (포커스 시티)
- 퍼스 - 퍼스 공항 (포커스 시티)
- 골드코스트 - 골드코스트 공항 (허브)
- 마카이 - 마카이 공항
- 브리즈번 - 브리즈번 공항
- 선샤인코스트 - 선샤인코스트 공항
- 케언스 - 케언스 공항 (허브)
- 타운스빌 - 타운스빌 공항
- 프로세르피나 - 휘트선데이 코스트 공항
- 해밀턴섬 - 그레이트 배리어 리프 공항
- 호바트 - 호바트 국제공항
- 론서스턴 - 론서스턴 공항

 뉴질랜드
- 웰링턴 - 웰링턴 국제공항
- 오클랜드 - 오클랜드 공항 (포커스 시티)
- 크라이스트처치 - 크라이스트처치 공항
- 더니든 - 더니든 국제공항
- 퀸스타운 - 퀸스타운 공항
- 해밀턴 - 해밀턴 공항

 피지
- 난디 - 난디 국제공항

 쿡 제도
- 라로통가 - 라로통가 국제공항

## 같이 보기
- 제트스타 아시아 항공의 운항 노선
- 콴타스 항공의 운항 노선